# Quicksilver Messenger Service
Quicksilver Messenger Service (QMS) war eine später nur als Quicksilver bekannte psychedelische US-amerikanische Rockband aus San Francisco in den späten 1960er und den 1970er Jahren.

## Bandgeschichte
Die Originalbesetzung von Quicksilver Messenger Service bestand aus John Cipollina (Gitarre, Gesang), Gary Duncan (Gitarre, Gesang), David Freiberg (Bass-Gitarre), Greg Elmore (Schlagzeug), und Jim Murray (Gesang und Mundharmonika), der die Gruppe jedoch noch vor den Aufnahmen zum ersten Album 1968 verließ. Die Band wurde ursprünglich von John Cipollina als Backing-Band für den Folksänger Dino Valenti (bürgerlich Chester William Powers Jr., kurz Chet Powers, bekannt auch unter anderen Künstlernamen wie Jesse Oris Farrow) gegründet. Valenti (auch „Valente“ geschrieben) musste jedoch kurz nach Bandgründung wegen des Besitzes von Marihuana und anderer Drogen eine zweijährige Haftstrafe absitzen und kehrte erst Ende 1969 als Sänger und Songschreiber zur Gruppe zurück.
Die Band hatte ihren ersten bezahlten Auftritt im Dezember 1965. In dieser Zeit begann sie an der Westküste der USA zu touren und erwarb sich vor allem im Avalon Ballroom den Ruf eines herausragenden Live-Acts. Sie spielte den für die damalige Musikszene San Franciscos typischen, erdigen und drogengeschwängerten Blues-Rock, wie ihre Mitstreiter Jefferson Airplane, Big Brother and the Holding Co. oder Grateful Dead. Besondere Erwähnung in dieser Zeit fand auch der von Cipollina und Freiberg angezettelte Streit mit Mitgliedern von Grateful Dead, der von beiden Gruppen fanwirksam vermarktet wurde.
QMS hatten sich lange gegen einen Plattenvertrag gewehrt; erst als der Sänger Jim Murray ausgestiegen war und man den Soundtrack zum Film Revolution beisteuern konnte, unterschrieben Duncan, Cipollina, Elmore und Freiberg bei Capitol einen mit 50.000 Dollar dotierten Vertrag. Unter der Führung der Produzenten Nick Gravenites und Harvey Brooks – beide Musiker von Electric Flag – sowie Pete Wilding bedurfte es gleich zweier Versuche, um den Sound von QMS in die richtige Form zu gießen. Im ersten Anlauf klang er zu sehr nach Electric Flag und wurde bis auf wenige Aufnahmen verworfen. Beim zweiten Versuch ließ man den Bandmitgliedern mehr Freiraum, um eigene Ideen zu entwickeln, und das Ergebnis konnte sich hören lassen:
Pride of Man ist eine Coverversion einer Hamilton-Camp-Folknummer, deren Höhepunkte eindeutig Cipollinas „kratzendes“ Gitarrensolo darstellt. Light on Your Window ist eine von Freiberg und Duncan geschriebene Nummer mit einer leicht melancholischen Grundstimmung. Dino's Song hieß im Original I Don't Want to Spoil Your Party, Babe und wurde von Quicksilvers Mentor Dino Valenti eigentlich als Livenummer verfasst. Der Höhepunkt von Seite 1 ist das von den beiden Gitarren getragene Instrumental Gold and Silver, das deutlich die beiden unterschiedlichen Temperamente der Gitarristen Duncan und Cipollina zeigt und aufgrund ihrer unterschiedlichen Spielweise einen bemerkenswerten Spannungsbogen aufbaut. Als Komponisten werden Gary Duncan und Steve Schuster genannt, aber die Grundmelodie für die Soli wurde von Take Five vom Dave Brubeck Quartett ausgeliehen. Manager Ron Polte steuerte zu Beginn der zweiten Seite den Titel It's Been Too Long bei. Den Abschluss des Albums und den Höhepunkt von Seite 2 bildet die gut 12-minütige Nummer The Fool, auf die Musiker ihr Können und ihre Vielseitigkeit unter Beweis stellen konnten. So spielte Freiberg nicht nur Bass und schrieb den Text, er ist in der Endsequenz des Stückes auch an einem Cello zu hören.
Die zweite LP Happy Trails (1969) stellt den Höhepunkt im Schaffen von Quicksilver Messenger Service dar. Mitgeschnitten im Fillmore West und Fillmore East wird auf diesem Live-Album eindrucksvoll dokumentiert, dass die Musiker von QMS keine Studiomusiker waren, sondern es sich um Livearbeiter handelte. Im Zentrum der Band standen zu dieser Zeit die Gitarrenimprovisationen des Gitarristen John Cipollina. Die Klangfarbe seiner Gibson SG erzielte der Gitarrist durch ein Vibrato-System der Firma Bigsby.
Nach der Veröffentlichung von Happy Trails verließ Duncan vorübergehend die Band und wurde auf dem ebenfalls 1969 erschienenen dritten Album Shady Grove von Nicky Hopkins abgelöst, der auch auf Platten der Rolling Stones mitwirkte. Danach trat Duncan der Gruppe wieder bei, weil Freiberg ohne seinen Kumpel Gary keine Live-Auftritte absolvieren wollte; ihm folgte Dino Valenti, der seit der 1970er LP Just for Love Hauptsongwriter, Sänger und Bandchef wurde. Nach der Veröffentlichung von What about Me (1970) verließ Cipollina die Gruppe. Das Bandprojekt wurde in den folgenden Jahren von Valenti, Duncan und Elmore am Leben gehalten, mehrere Platten unterschiedlicher Qualität wurden veröffentlicht. 1975 erschien die letzte LP unter dem Titel Solid Silver, auf der auch Freiberg und Cipollina nochmals mitwirkten und ein paar gemeinsame Konzerte spielten. Die folgende Tour wurde von Gary Duncan, Dino Valenti, Greg Elmore mit Skip Olson und W. Michael Lewis bestritten. Sie endete 1979 mit der endgültigen Auflösung der Band.
Im Jahr 1986 kam es zu einer Reunion unter dem Namen Quicksilver, bei der aber nur Duncan (als Initiator) und Freiberg als einzige Urmitglieder mit von der Partie waren. Seither veröffentlichte Gary Duncan in unregelmäßigen Abständen CDs, die in seinem Studio in San Francisco entstanden sind und starke Blues- und Jazz-Einflüsse aufweisen.

## Mitglieder
- Gary Duncan (* 4. September 1946 in San Diego, Kalifornien; † 29. Juni 2019, Woodland, Kalifornien)
- John Cipollina (* 24. August 1943 in Berkeley, Kalifornien, † 29. Mai 1989)
- David Freiberg (* 24. August 1938 in Cincinnati, Ohio)
- Greg Elmore (* 4. September 1946, im Coronado Naval Air Station, Kalifornien)
- Dino Valenti (* 1943 in Danbury, Connecticut, † 16. November 1994, Santa Rosa, Kalifornien)

- Jim Murray (bis 1968)
- Nicky Hopkins (1969 – Ende 1970), † 6. September 1994 in Nashville, Tennessee

## Diskografie

### Quicksilver Messenger Service
| Jahr | Titel                         | Höchstplatzierung, Gesamtwochen, AuszeichnungChartsChartplatzierungen (Jahr, Titel, Platzierungen, Wochen, Auszeichnungen, Anmerkungen) | Anmerkungen |
| Jahr | Titel                         | US | Anmerkungen |
| ---- | ----------------------------- | --- | ----------- |
| 1968 | Quicksilver Messenger Service | US63 (25 Wo.)US |             |
| 1969 | Happy Trails                  | US27 Gold · (30 Wo.)US |             |
| 1969 | Shady Grove                   | US25 (24 Wo.)US |             |
| 1970 | Just for Love                 | US27 (24 Wo.)US |             |
| 1970 | What About Me                 | US26 (20 Wo.)US |             |
| 1971 | Quicksilver                   | US114 (9 Wo.)US |             |
| 1972 | Comin’ Thru                   | US134 (10 Wo.)US |             |
| 1973 | Anthology                     | US108 (10 Wo.)US |             |
| 1975 | Solid Silver                  | US89 (12 Wo.)US |             |

Weitere Alben
- 1968 – Revolution (Original Motion Picture Score; UAS 5185): Codine (A2), Babe I’m Gonna Leave You (B1)[3]
- 1970 – At The Kabuki Theatre
- 1999 – Lost Gold and Silver

### Gary Duncan Quicksilver
- 1986 – Peace by Piece
- 1996 – Shape Shifter Pt. 1 & 2
- 1997 – Live at Fieldstone
- 2006 – Shape Shifter Pt. 3 & 4
- 2006 – Strange Trim

### Quicksilver
- 1998 – Three in the Side
- 2008 – Six String Voodoo

### Singles
| Jahr | Titel Album                  | Höchstplatzierung, Gesamtwochen, AuszeichnungChartsChartplatzierungen (Jahr, Titel, Album, Platzierungen, Wochen, Auszeichnungen, Anmerkungen) | Anmerkungen |
| Jahr | Titel Album                  | US | Anmerkungen |
| ---- | ---------------------------- | --- | ----------- |
| 1968 | Who Do You Love Happy Trails | US91 (3 Wo.)US |             |
| 1970 | Fresh Air Just For Love      | US49 (9 Wo.)US |             |
| 1971 | What About Me                | US100 (2 Wo.)US |             |